# Olympische Sommerspiele 2020/Leichtathletik – 400 m (Männer)
Der 400-Meter-Lauf der Männer bei den Olympischen Spielen 2020 in Tokio wurde vom 1. bis 5. August 2021 im Nationalstadion ausgetragen.
Olympiasieger wurde Steven Gardiner von den Bahamas. Er gewann vor dem Kolumbianer Anthony Zambrano und Kirani James aus Grenada.

## Aktuelle Titelträger
| Olympiasieger                         | Wayde van Niekerk ( Südafrika)         | 43,03 s | Rio de Janeiro 2016 |
| Weltmeister                           | Steven Gardiner ( Bahamas)             | 43,48 s | Doha 2019           |
| Europameister                         | Matthew Hudson-Smith ( Großbritannien) | 44,78 s | Berlin 2018         |
| Nord-/Zentralamerika-/Karibik-Meister | Demish Gaye ( Jamaika)                 | 45,47 s | Toronto 2018        |
| Südamerika-Meister                    | Anthony Zambrano ( Kolumbien)          | 45,53 s | Lima 2019           |
| Asienmeister                          | Youssef Karam ( Kuwait)                | 44,84 s | Doha 2019           |
| Afrikameister                         | Baboloki Thebe ( Botswana)             | 44,81 s | Asaba 2018          |
| Ozeanienmeister                       | Steven Solomon ( Australien)           | 46,12 s | Townsville 2019     |

## Rekorde

### Bestehende Rekorde
| Weltrekord         | Wayde van Niekerk ( Südafrika) | 43,03 s | Finale OS Rio de Janeiro, Brasilien | 14. August 2016 |
| Olympischer Rekord | Wayde van Niekerk ( Südafrika) | 43,03 s | Finale OS Rio de Janeiro, Brasilien | 14. August 2016 |

Der bestehende olympische Rekord, gleichzeitig Weltrekord, wurde bei diesen Spielen nicht erreicht. Die schnellste Zeit erzielte Olympiasieger Steven Gardiner von den Bahamas mit 43,85 s im Finale am 5. August. Damit verfehlte er den Rekord um 82 Hundertstelsekunden.

### Rekordverbesserungen
Es gab einen neuen Kontinental- und darüber hinaus einen neuen Landesrekord.
- Kontinentalrekord: 43,93 s (Südamerikarekord) – Anthony Zambrano (Kolumbien), erstes Halbfinale am 2. August
- Landesrekord: 44,62 s – Liemarvin Bonevacia (Niederlande), erstes Halbfinale am 2. August

## Vorrunde
Die Vorrunde wurde in sechs Läufen durchgeführt. Für das Halbfinale qualifizierten sich pro Lauf die ersten drei Athleten (hellblau unterlegt). Darüber hinaus kamen die sechs Zeitschnellsten, die sogenannten Lucky Loser (hellgrün unterlegt), weiter.

### Vorlauf 1
1. August 2021, 10.45 Uhr
| Platz | Name               | Nation     | Zeit    |
| ----- | ------------------ | ---------- | ------- |
| 1     | Isaac Makwala      | Botswana   | 44,86 s |
| 2     | Kirani James       | Grenada    | 45,09 s |
| 3     | Jonathan Sacoor    | Belgien    | 45,41 s |
| 4     | Demish Gaye        | Jamaika    | 45,49 s |
| 5     | Alonzo Russell     | Bahamas    | 45,51 s |
| 6     | Alexander Beck     | Australien | 45,54 s |
| 7     | Ricardo dos Santos | Portugal   | 46,83 s |
| 8     | Bachir Mahamat     | Tschad     | 47,93 s |

### Vorlauf 2

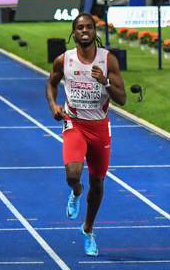
Ricardo dos Santos – ausgeschieden als Siebter des ersten Vorlaufs
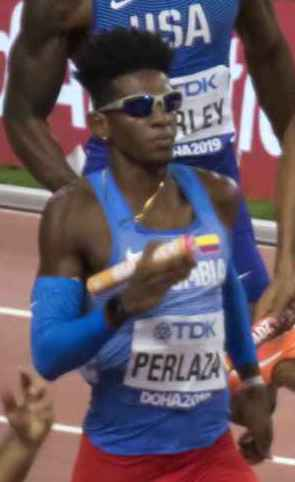
Jhon Perlaza – ausgeschieden als Sechster des zweiten Vorlaufs
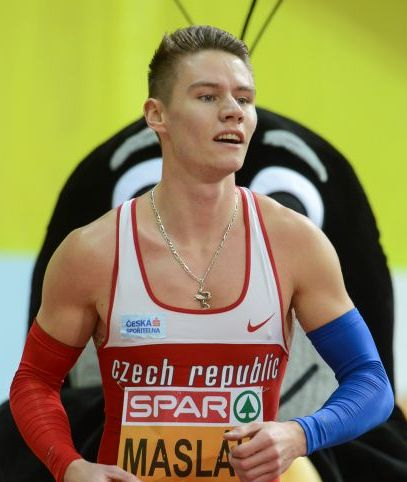
Pavel Maslák – ausgeschieden als Siebter des zweiten Vorlaufs

1. August 2021, 10.53 Uhr
| Platz | Name              | Nation        | Zeit    |
| ----- | ----------------- | ------------- | ------- |
| 1     | Mazen al-Yassin   | Saudi-Arabien | 45,16 s |
| 2     | Kevin Borlée      | Belgien       | 45,36 s |
| 3     | Ricky Petrucciani | Schweiz       | 45,64 s |
| 4     | Randolph Ross     | USA           | 45,67 s |
| 5     | Zakithi Nene      | Südafrika     | 45,74 s |
| 6     | Jhon Perlaza      | Kolumbien     | 46,55 s |
| 7     | Pavel Maslák      | Tschechien    | 47,01 s |
| 8     | Ahmed al-Yaari    | Jemen         | 48,53 s |

### Vorlauf 3
1. August 2021, 11.01 Uhr
| Platz | Name                   | Nation              | Zeit    |
| ----- | ---------------------- | ------------------- | ------- |
| 1     | Michael Cherry         | USA                 | 44,82 s |
| 2     | Jonathan Jones         | Barbados            | 45,04 s |
| 3     | Christopher Taylor     | Jamaika             | 45,20 s |
| 4     | Dwight St. Hillaire    | Trinidad und Tobago | 45,41 s |
| 5     | Luka Janežič           | Slowenien           | 45,44 s |
| 6     | Gilles Anthony Afoumba | Republik Kongo      | 46,03 s |
| 7     | Lucas Carvalho         | Brasilien           | 46,12 s |
| 8     | Mohammad Jahir Rayhan  | Bangladesch         | 48,29 s |

### Vorlauf 4

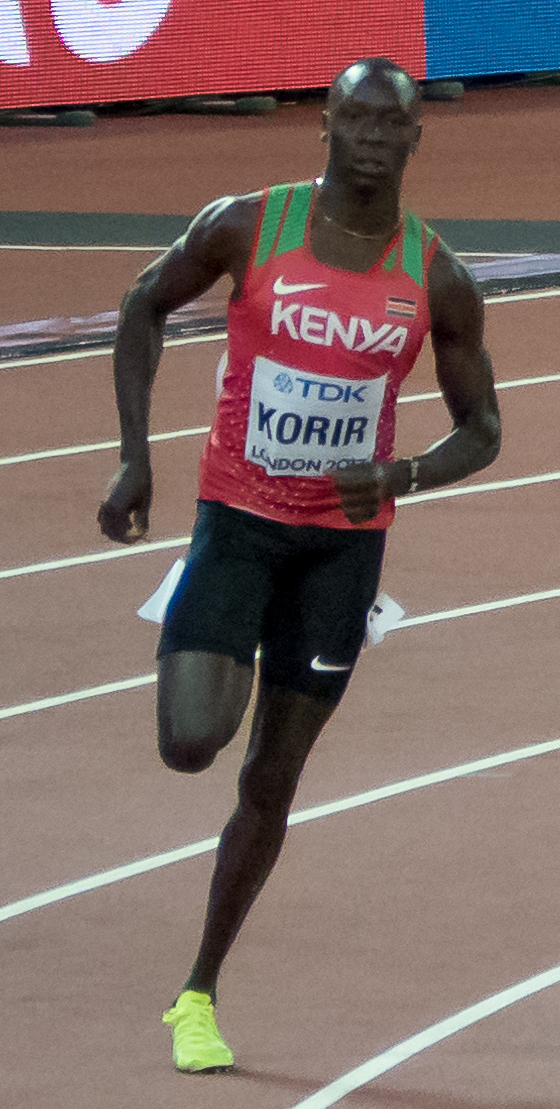
Emmanuel Korir – nach Fehlstart im vierten Vorlauf ausgeschieden

1. August 2021, 11.09 Uhr
| Platz | Name              | Nation         | Zeit    | Anmerkung                         |
| ----- | ----------------- | -------------- | ------- | --------------------------------- |
| 1     | Anthony Zambrano  | Kolumbien      | 44,87 s |                                   |
| 2     | Steven Solomon    | Australien     | 44,94 s |                                   |
| 3     | Wayde van Niekerk | Südafrika      | 45,25 s |                                   |
| 4     | Leungo Scotch     | Botswana       | 45,32 s |                                   |
| 5     | Davide Re         | Italien        | 45,46 s |                                   |
| 6     | Julian Walsh      | Japan          | 46,57 s |                                   |
| 7     | Jovan Stojoski    | Nordmazedonien | 46,81 s |                                   |
| DSQ   | Emmanuel Korir    | Kenia          |         | IWR Regel 162, TR16.8 – Fehlstart |

### Vorlauf 5

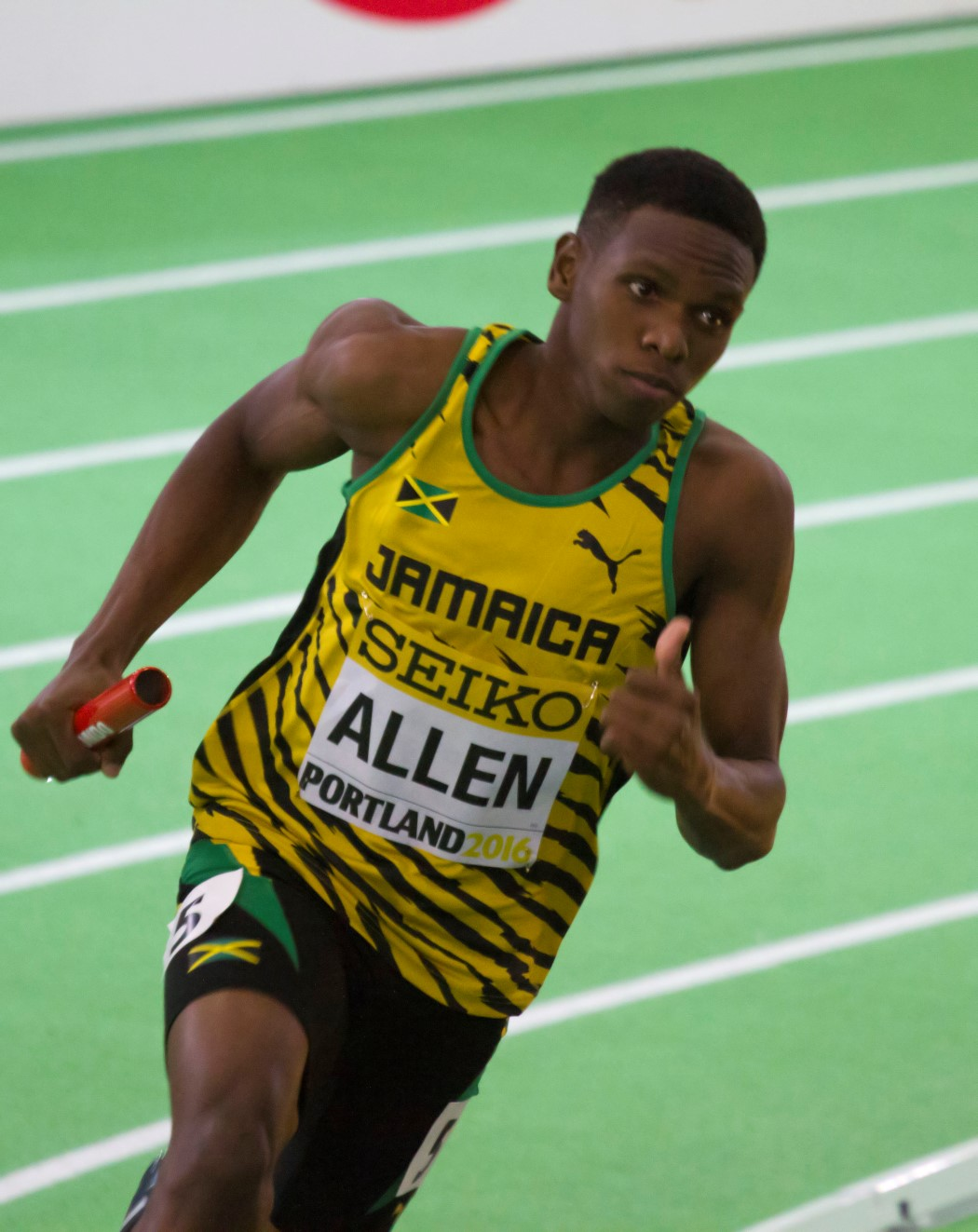
Nathon Allen – ausgeschieden als Vierter des fünften Vorlaufs
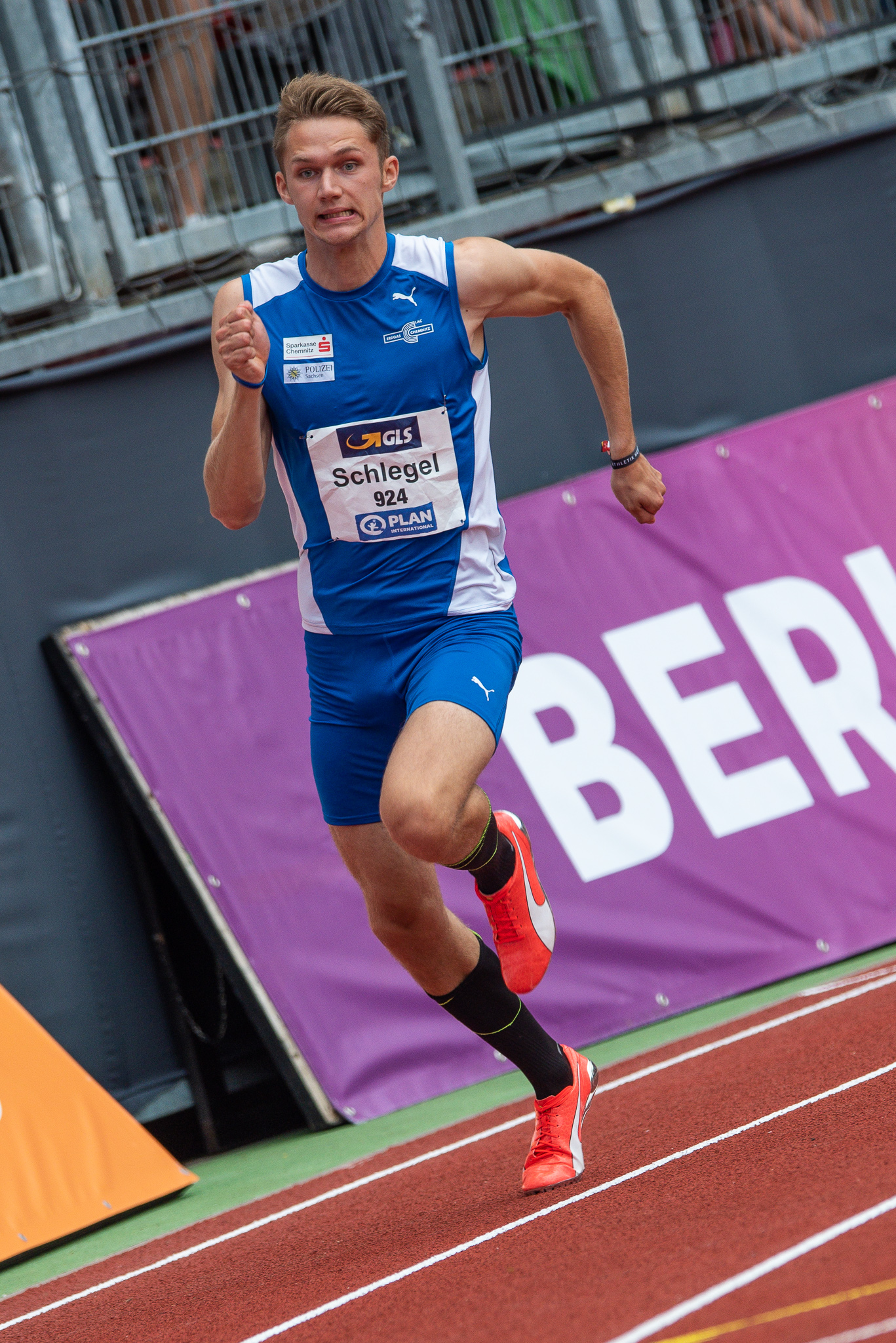
Marvin Schlegel – ausgeschieden als Sechster des fünften Vorlaufs
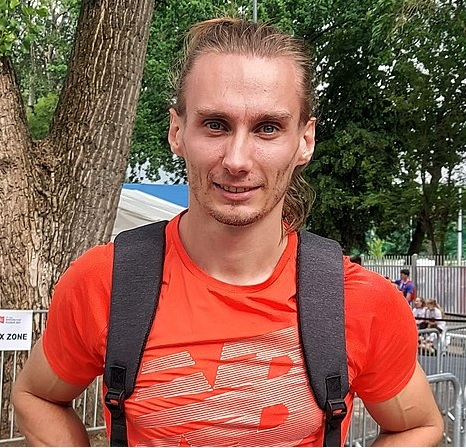
Karol Zalewski – ausgeschieden als Achter des fünften Vorlaufs

1. August 2021, 11.17 Uhr
| Platz | Name            | Nation              | Zeit        |
| ----- | --------------- | ------------------- | ----------- |
| 1     | Steven Gardiner | Bahamas             | 45,05 s     |
| 2     | Deon Lendore    | Trinidad und Tobago | 45,14 s     |
| 3     | Jochem Dobber   | Niederlande         | 45,54 s     |
| 4     | Nathon Allen    | Jamaika             | 46,12 s     |
| 5     | Sadam Koumi     | Sudan               | 46,26 s     |
| 6     | Marvin Schlegel | Deutschland         | 46,39 s     |
| 7     | Michail Litwin  | Kasachstan          | 47,15 s     |
| 8     | Karol Zalewski  | Polen               | 2:15,38 min |

### Vorlauf 6

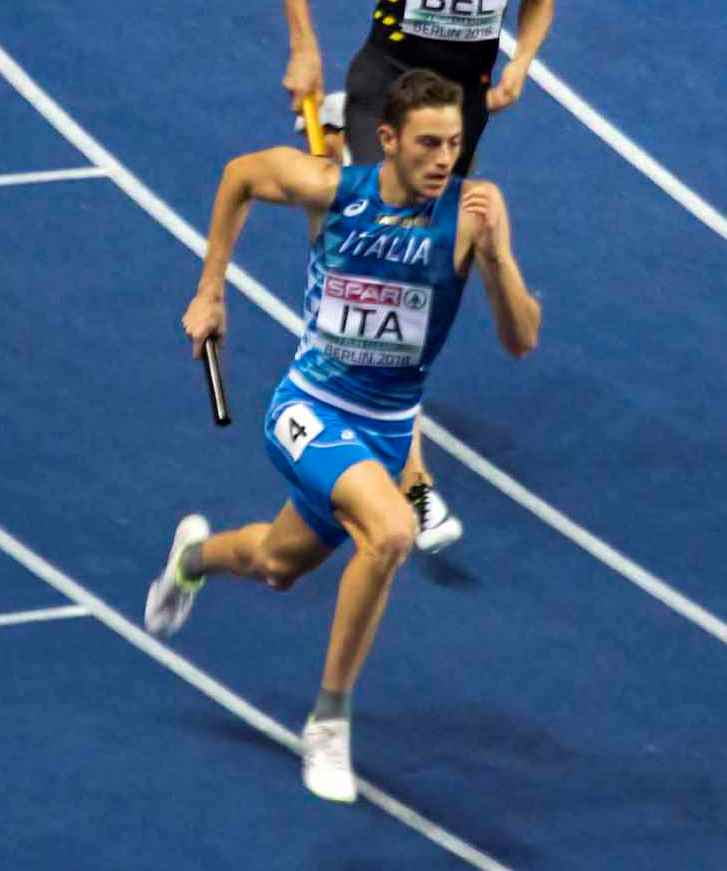
Edoardo Scotti – ausgeschieden als Vierter des sechsten Vorlaufs
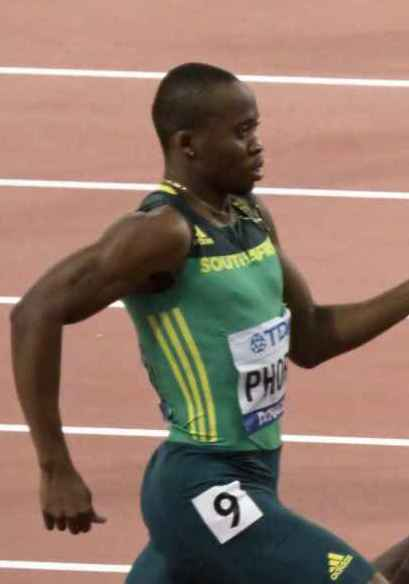
Thapelo Phora – ausgeschieden als Fünfter des sechsten Vorlaufs
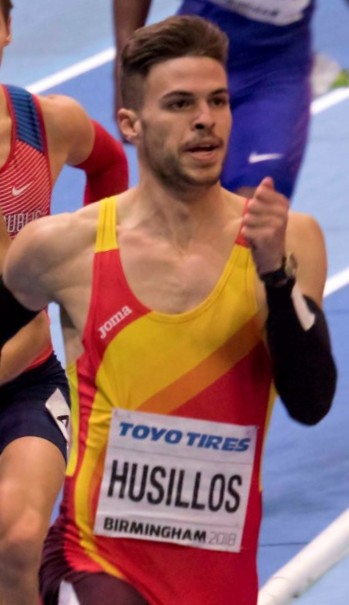
Óscar Husillos – ausgeschieden als Siebter des sechsten Vorlaufs

1. August 2021, 11.25 Uhr
| Platz | Name                | Nation              | Zeit    |
| ----- | ------------------- | ------------------- | ------- |
| 1     | Liemarvin Bonevacia | Niederlande         | 44,95 s |
| 2     | Michael Norman      | USA                 | 45,35 s |
| 3     | Machel Cedenio      | Trinidad und Tobago | 45,56 s |
| 4     | Edoardo Scotti      | Italien             | 45,71 s |
| 5     | Thapelo Phora       | Südafrika           | 45,83 s |
| 6     | Taha Hussein Yaseen | Irak                | 46,00 s |
| 7     | Óscar Husillos      | Spanien             | 48,05 s |
| 8     | Todisoa Rabearison  | Madagaskar          | 48,40 s |

## Halbfinale
Das Halbfinale umfasste drei Läufe. Für das Finale qualifizierten sich pro Lauf die ersten beiden Athleten (hellblau unterlegt). Darüber hinaus kamen die zwei Zeitschnellsten, die sogenannten Lucky Loser (hellgrün unterlegt), weiter.

### Lauf 1
2. August 2021, 20.05 Uhr
| Platz | Name                | Nation              | Zeit    | Anmerkung |
| ----- | ------------------- | ------------------- | ------- | --------- |
| 1     | Kirani James        | Grenada             | 43,88 s |           |
| 2     | Anthony Zambrano    | Kolumbien           | 43,93 s | SR        |
| 3     | Liemarvin Bonevacia | Niederlande         | 44,62 s | NR        |
| 4     | Deon Lendore        | Trinidad und Tobago | 44,93 s |           |
| 5     | Davide Re           | Italien             | 44,94 s |           |
| 6     | Ricky Petrucciani   | Schweiz             | 45,26 s |           |
| 7     | Luka Janežič        | Slowenien           | 45,36 s |           |
| 8     | Jonathan Sacoor     | Belgien             | 45,88 s |           |

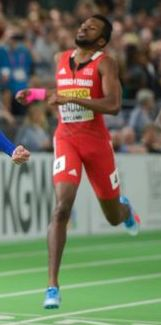
Deon Lendore – ausgeschieden als Vierter des ersten Halbfinals

Weitere im ersten Halbfinale ausgeschiedene Läufer:

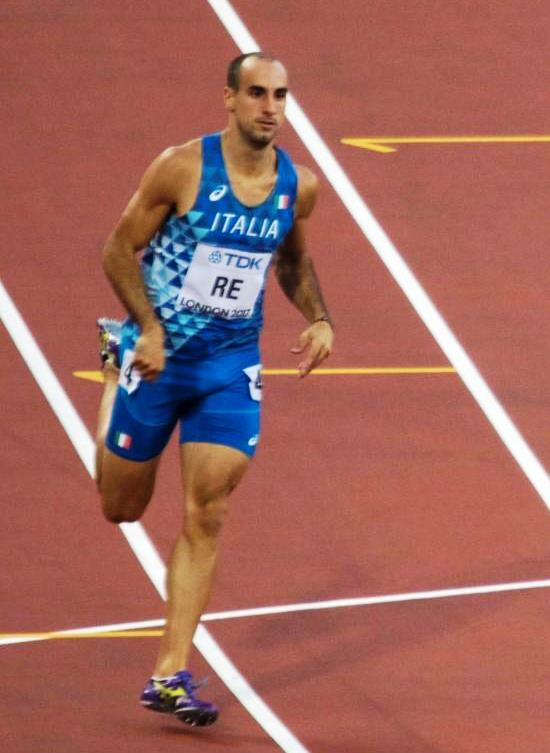
Davide Re – Rang fünf
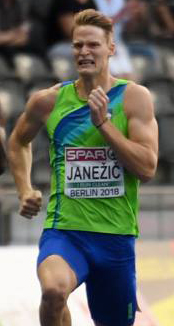
Luka Janežič – Rang sieben
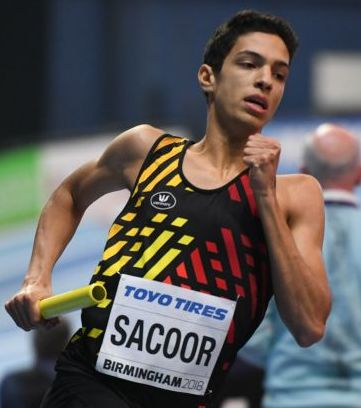
Jonathan Sacoor – Rang acht

### Lauf 2
2. August 2021, 20.13 Uhr
| Platz | Name               | Nation              | Zeit    |
| ----- | ------------------ | ------------------- | ------- |
| 1     | Michael Cherry     | USA                 | 44,44 s |
| 2     | Christopher Taylor | Jamaika             | 44,92 s |
| 3     | Steven Solomon     | Australien          | 45,15 s |
| 4     | Mazen al-Yassin    | Saudi-Arabien       | 45,37 s |
| 5     | Leungo Scotch      | Botswana            | 45,56 s |
| 6     | Machel Cedenio     | Trinidad und Tobago | 45,86 s |
| 7     | Alonzo Russell     | Bahamas             | 46,04 s |
| DNS   | Kevin Borlée       | Belgien             |         |

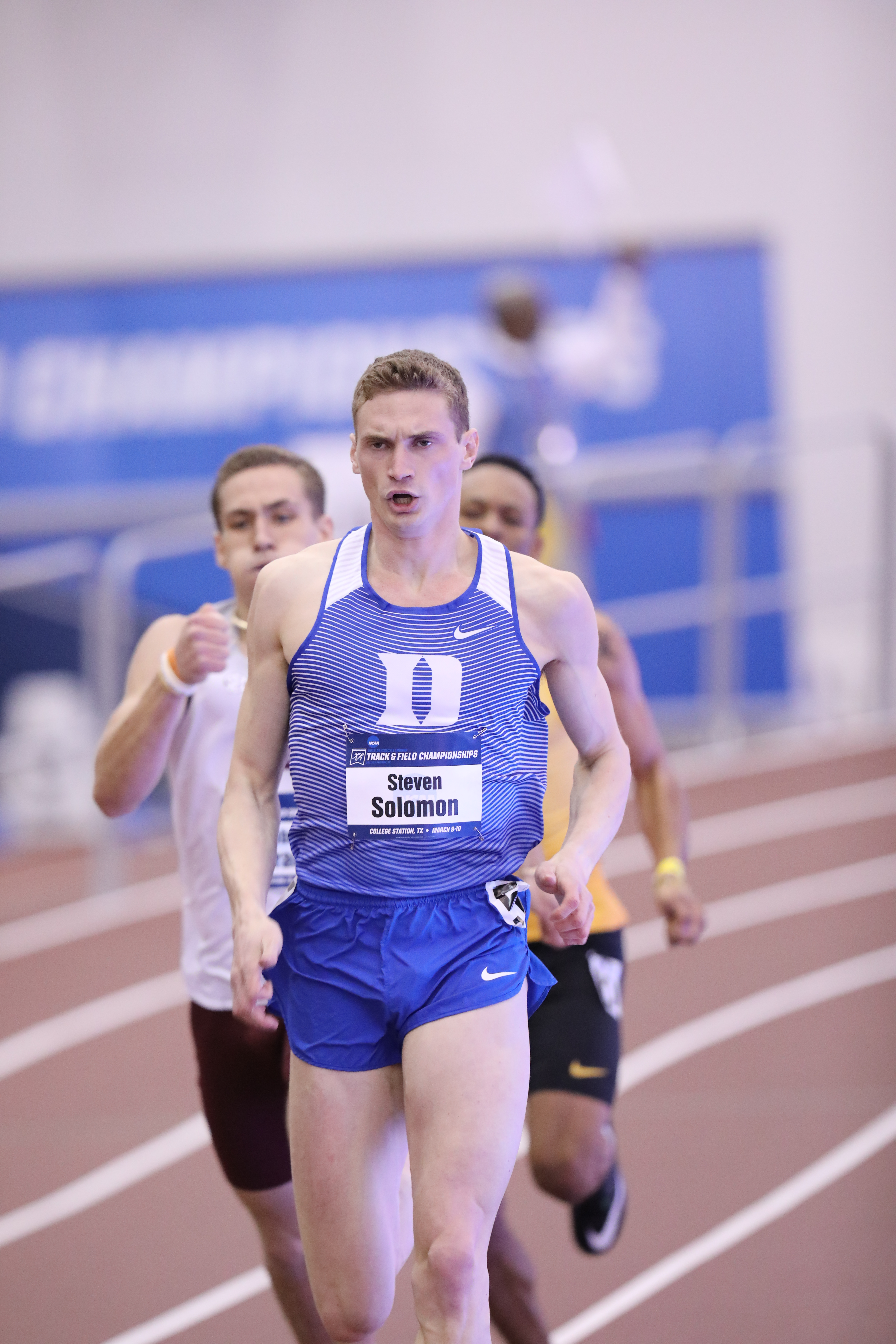
Steven Solomon – ausgeschieden als Dritter des zweiten Halbfinals

Weitere im zweiten Halbfinale ausgeschiedene Läufer:

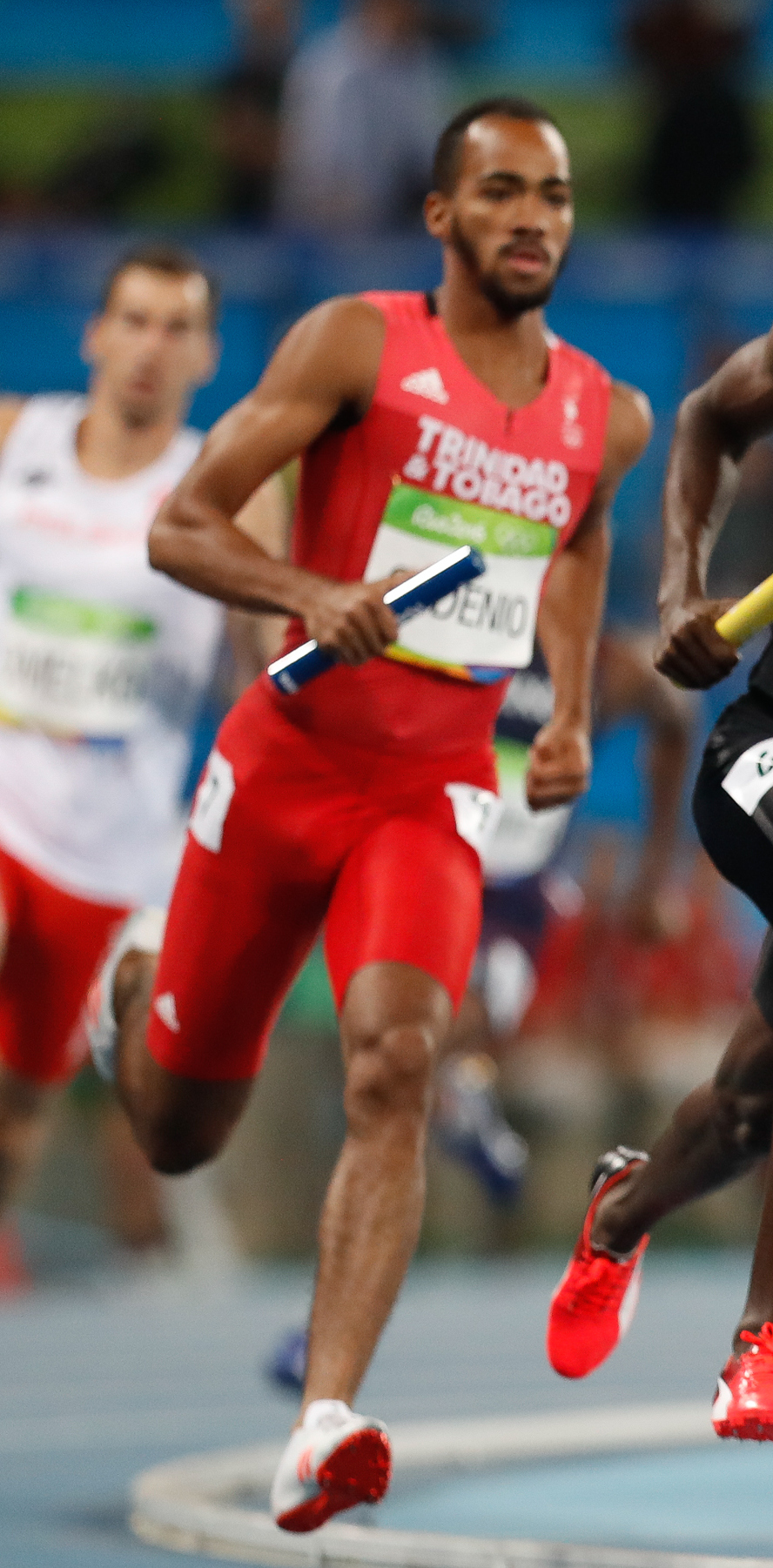
Machel Cedenio – Rang sechs
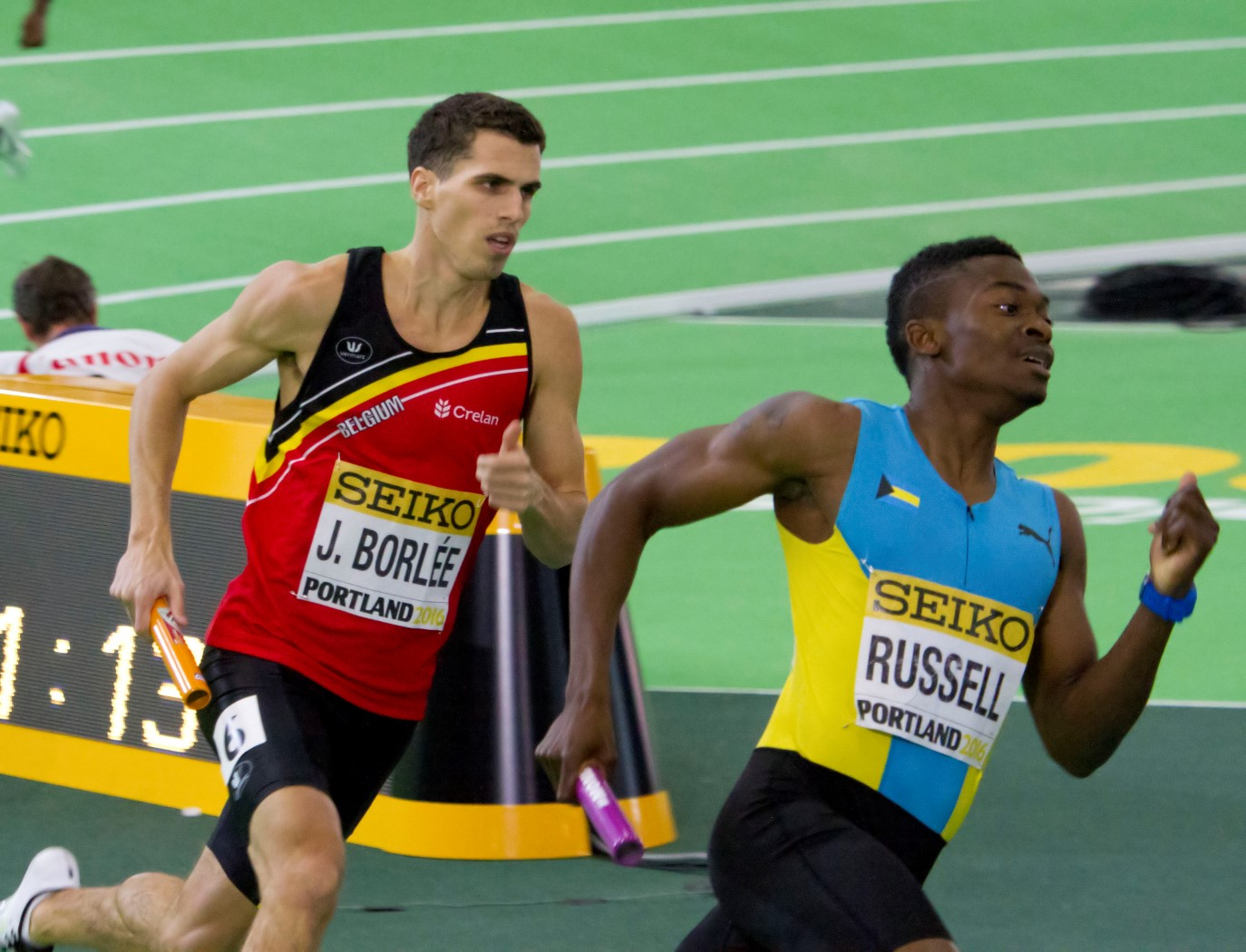
Alonzo Russell (rechts) – Rang sieben
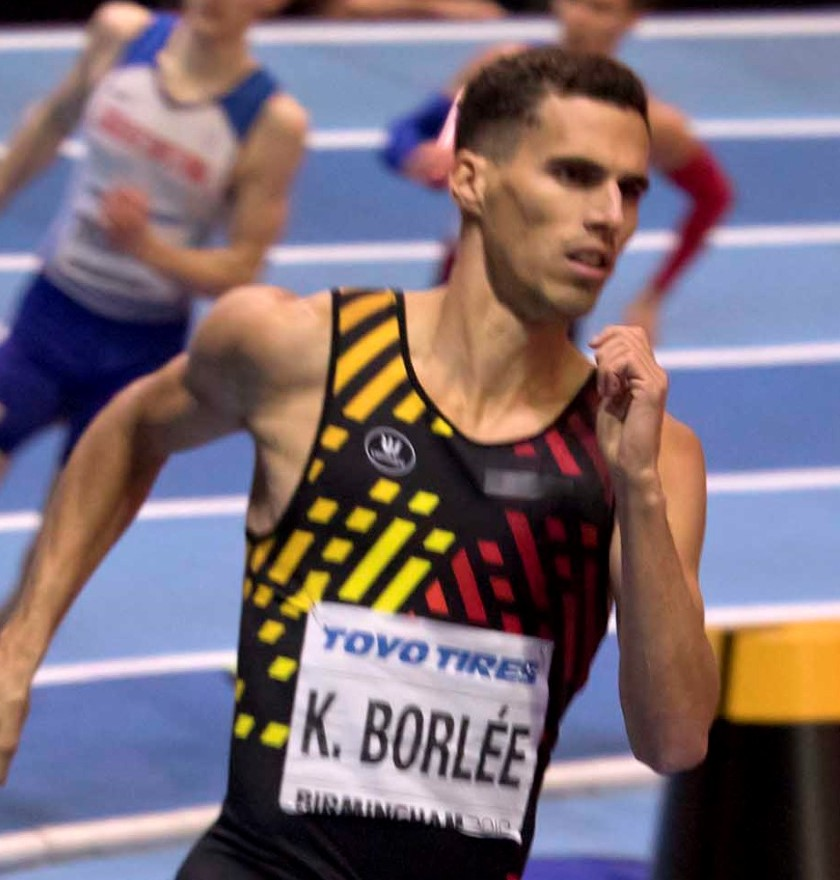
Kevin Borlée – auf den Start verzichtet

### Lauf 3

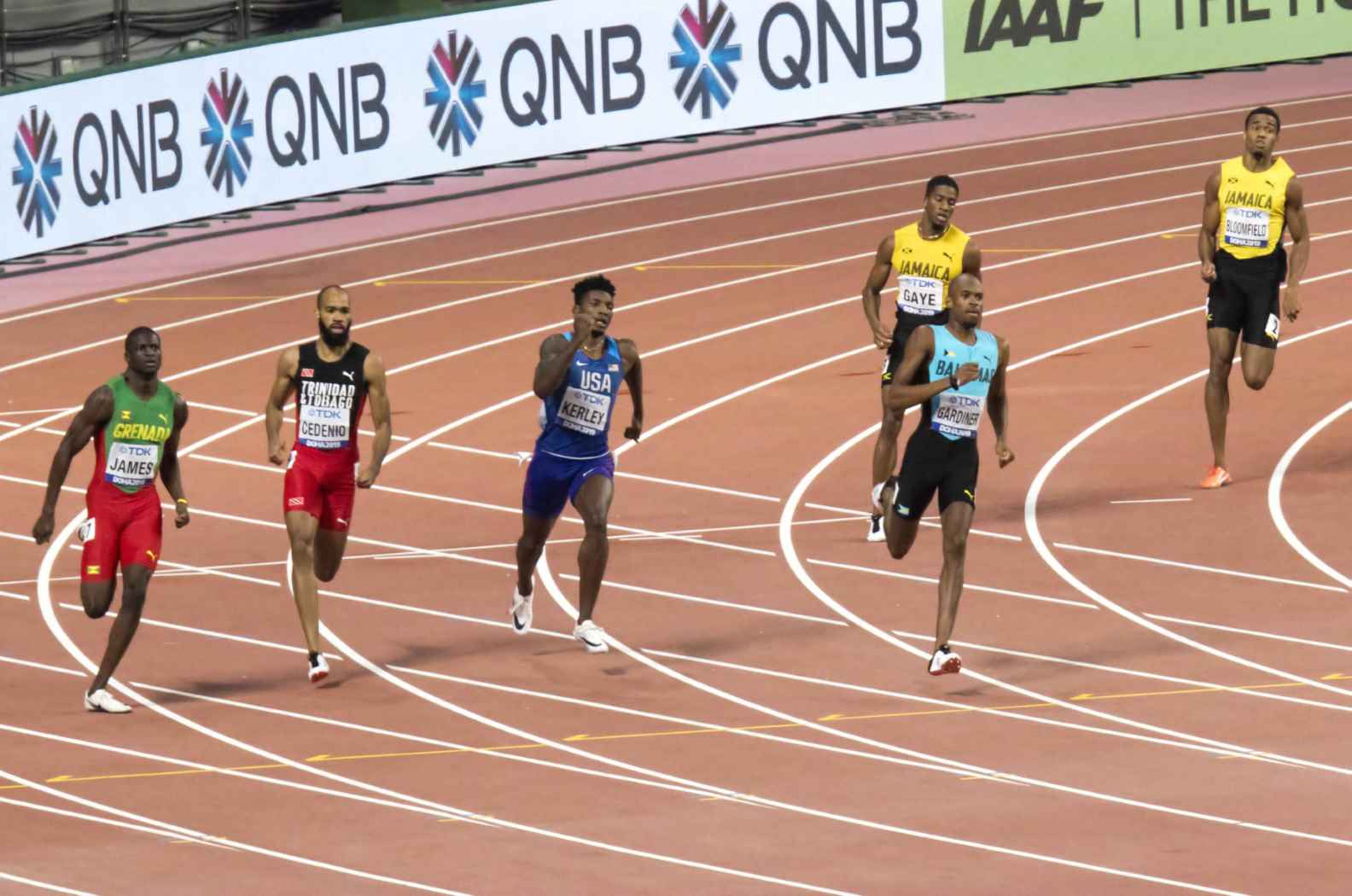
Demish Gaye (in Gelb, zweite Bahn von innen) – ausgeschieden als Vierter des dritten Halbfinals
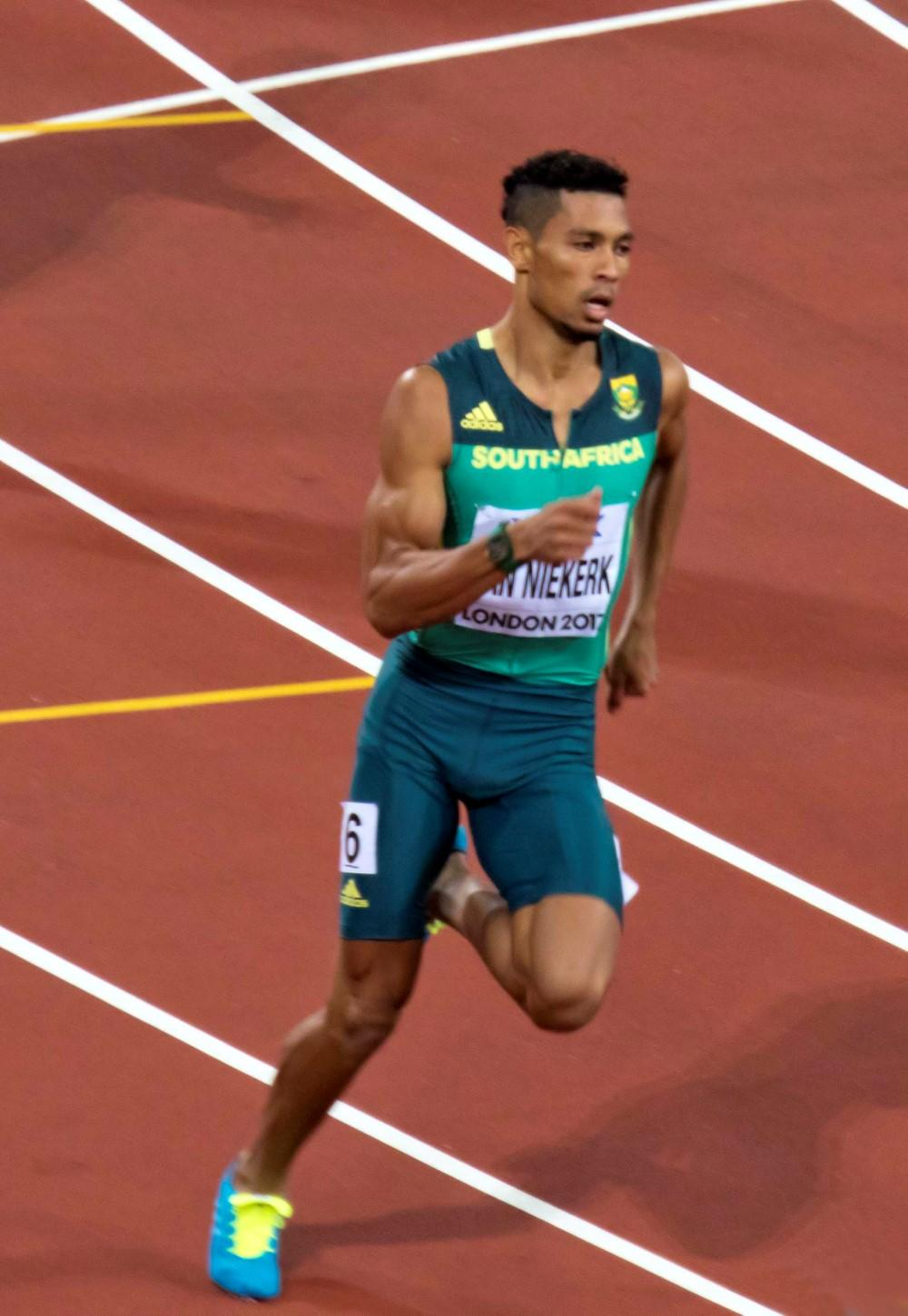
Wayde van Niekerk – ausgeschieden als Fünfter des dritten Halbfinals
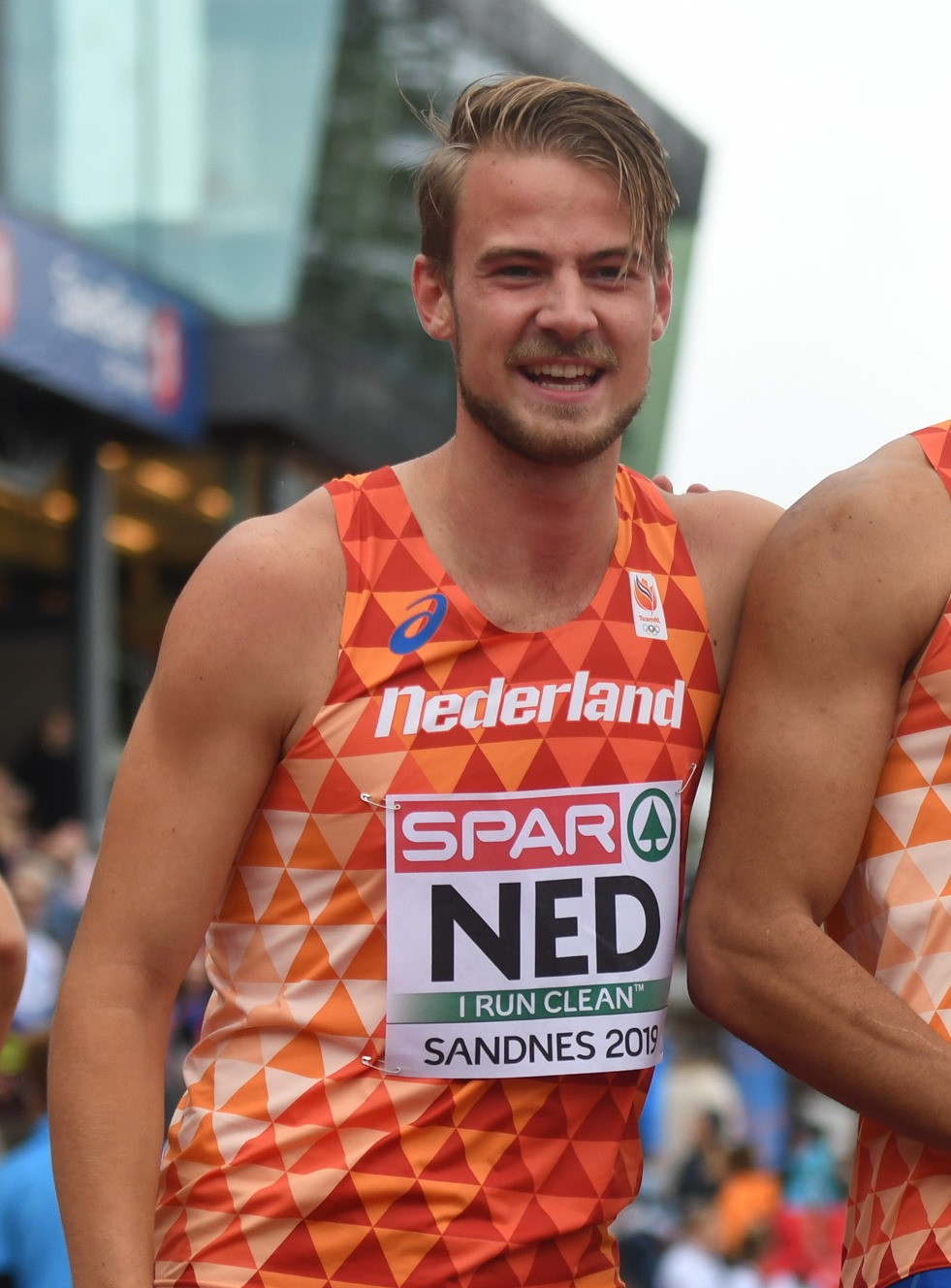
Jochem Dobber – ausgeschieden als Sechster des dritten Halbfinals

2. August 2021, 20.21 Uhr
| Platz | Name                | Nation              | Zeit    |
| ----- | ------------------- | ------------------- | ------- |
| 1     | Steven Gardiner     | Bahamas             | 44,14 s |
| 2     | Michael Norman      | USA                 | 44,52 s |
| 3     | Isaac Makwala       | Botswana            | 44,59 s |
| 4     | Demish Gaye         | Jamaika             | 45,09 s |
| 5     | Wayde van Niekerk   | Südafrika           | 45,14 s |
| 6     | Jochem Dobber       | Niederlande         | 44,48 s |
| 7     | Dwight St. Hillaire | Trinidad und Tobago | 45,58 s |
| 8     | Jonathan Jones      | Barbados            | 45,61 s |

## Finale
5. August 2021, 21.00 Uhr
| Platz | Name                | Nation      | Zeit    |
| ----- | ------------------- | ----------- | ------- |
| 1     | Steven Gardiner     | Bahamas     | 43,85 s |
| 2     | Anthony Zambrano    | Kolumbien   | 44,08 s |
| 3     | Kirani James        | Grenada     | 44,19 s |
| 4     | Michael Cherry      | USA         | 44,21 s |
| 5     | Michael Norman      | USA         | 44,31 s |
| 6     | Christopher Taylor  | Jamaika     | 44,79 s |
| 7     | Isaac Makwala       | Botswana    | 44,94 s |
| 8     | Liemarvin Bonevacia | Niederlande | 45,07 s |

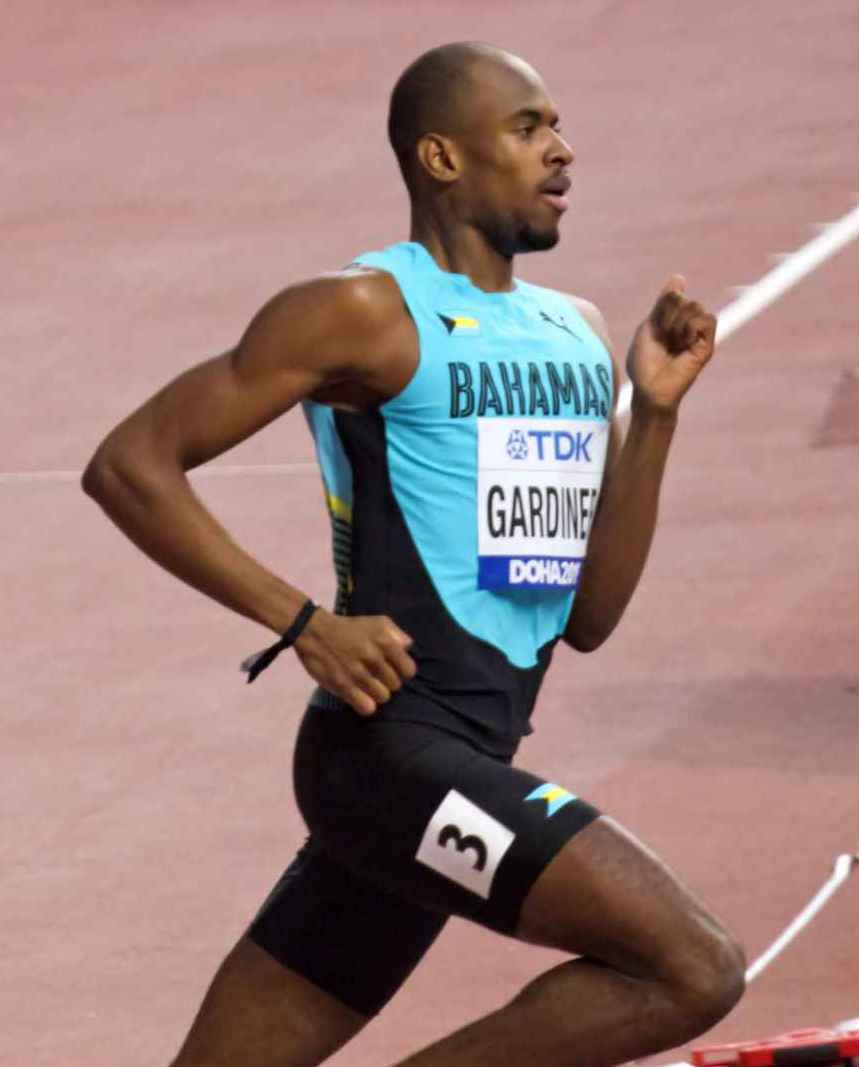
Gold gewann der amtierende
Weltmeister Steven Gardiner

Für das Finale hatten sich zwei Athleten aus den USA qualifiziert. Hinzu kamen jeweils ein Teilnehmer von den Bahamas, aus Botswana, Grenada, Jamaika, Kolumbien und den Niederlanden.
Mit einem perfekt getimten und souveränen Rennen setzte sich der amtierende Weltmeister Steven Gardiner von den Bahamas auf den letzten fünfzig Metern vom Rest des Feldes ab und wurde in 43,85 Sekunden Olympiasieger.
Der Kolumbianer Anthony Zambrano zog auf der letzten Geraden noch an dem bis dahin vor ihm liegenden Kirani James aus Grenada vorbei und errang mit seinen 44,08 Sekunden als erster Kolumbianer eine olympische Leichtathletikmedaille für sein Land. Im Halbfinale hatte Zambrano mit 43,93 Sekunden einen neuen Südamerikarekord aufgestellt.
In 44,19 Sekunden ging die Bronzemedaille an den Olympiasieger von 2012 und Silbermedaillengewinner von 2016 Kirani James, der sich damit als erster Athlet drei olympische Medaillen über 400 Meter sichern konnte.
Die beiden US-Amerikaner Michael Cherry und Michael Norman verpassten als Vierter und Fünfter eine Medaille nur um wenige Hundertstelsekunden.

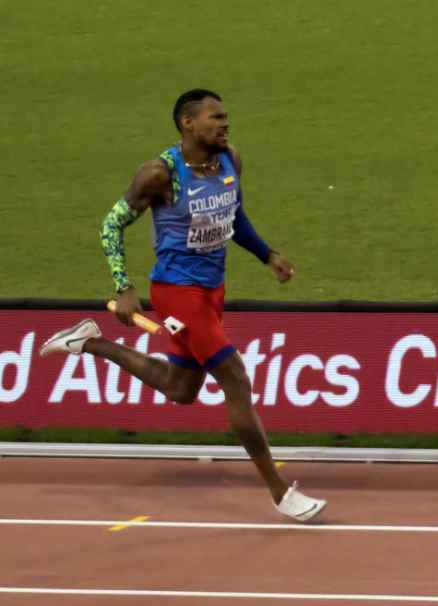
Der Silbermedaillengewinner Anthony Zambrano war im Halbfinale Südamerikarekord gelaufen
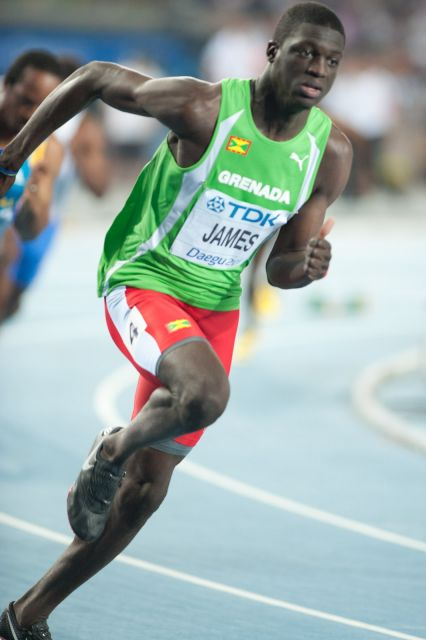
Kirani James machte mit Bronze nach Gold 2012 und Silber 2016 seine Medaillensammlung komplett

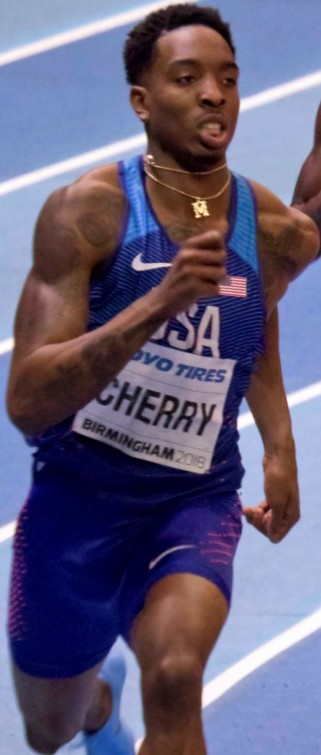
Der viertplatzierte Michael Cherry verpasste Bronze um zwei Hundertstelsekunden
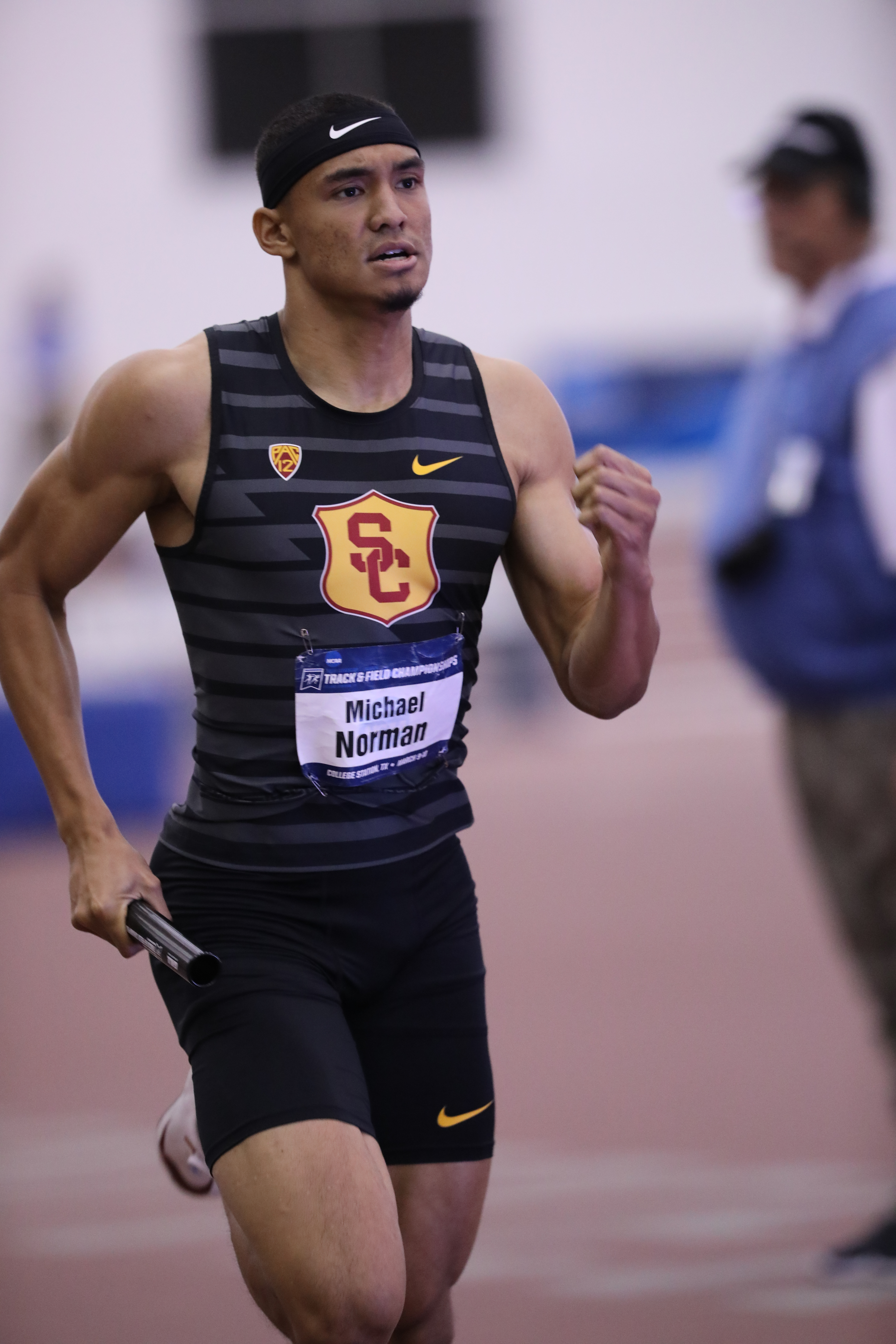
Michael Norman kam auf den fünften Platz
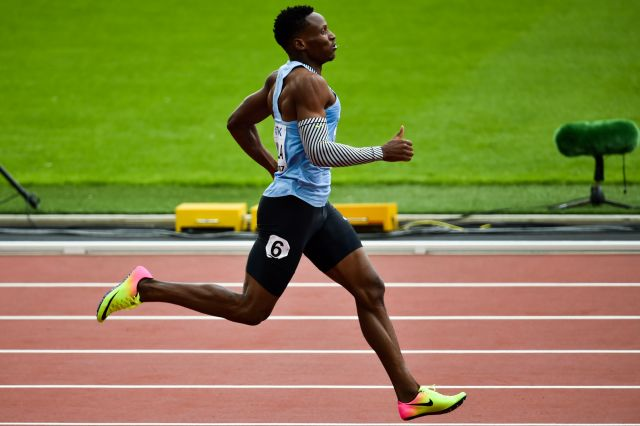
Isaac Makwala erreichte Platz sieben
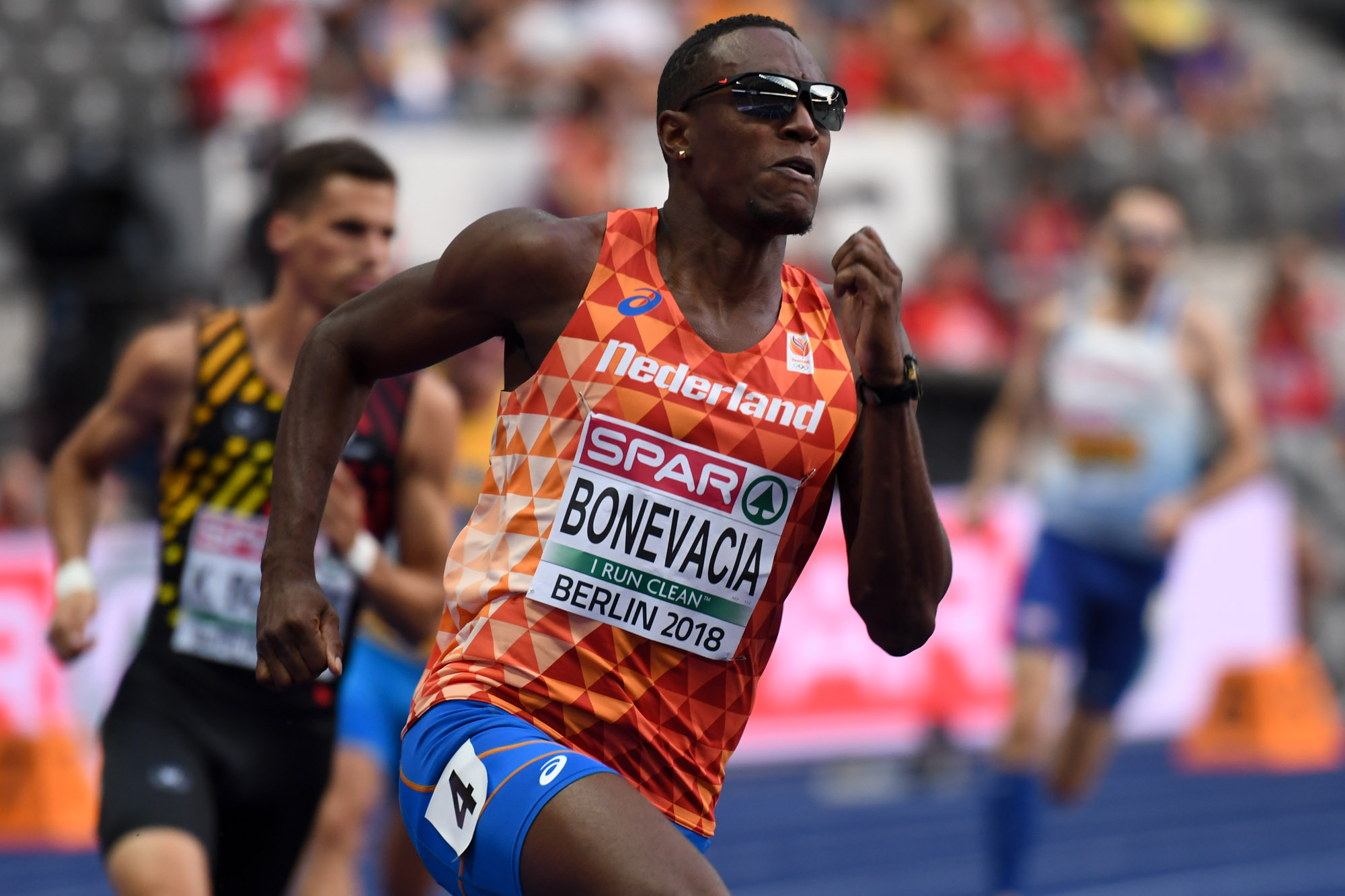
Rang acht für Liemarvin Bonevacia

## Video
- Men's 400m final, Tokyo Replays, youtube.com, abgerufen am 18. Mai 2022